# Charles Jules Waltner
Pour les articles homonymes, voir Charles Waltner.
Charles Jules Waltner né le 6 octobre 1820 à Paris et mort le 13 mai 1911 à Montrouge est un graveur français.

## Biographie
Charles Jules Waltner naît le 6 octobre 1820 dans l'ancien 8e arrondissement de Paris. 
Le 17 janvier 1852, il épouse Jeanne Rose Coiny . De cette union naît un fils avant leur mariage, Charles Albert Waltner (1846-1925) également graveur,.
S'illustrant dans la technique du burin et actif à Paris, Waltner grave des sujets religieux pour les éditeurs spécialisés à dater de 1848.
En 1885, il expose et est membre du jury, section eau-forte, à la première Exposition internationale de blanc et noir au pavillon de Flore à Paris.
Il meurt le 13 mai 1911 à Montrouge.
Il eut entre autres pour élèves Benjamin Damman.

## Œuvre

### Ouvrages illustrés
- Pierre Paul Rubens, sa vie, son œuvre, La Librairie de l'Art, 1900, 108 gravures et 21 eaux-fortes sur papier spécial.

### Œuvres dans les collections publiques
- Londres, British museum.

### Iconographie
- Jean-Joseph Weerts, Portrait de Charles Jules Waltner, huile sur toile, 45 × 33 cm, Paris, Petit Palais.